# Paranagnia apicata
Paranagnia apicata är en insektsart som beskrevs av Melichar 1912. Paranagnia apicata ingår i släktet Paranagnia och familjen Dictyopharidae. Inga underarter finns listade i Catalogue of Life.